# エディ・ワインランド
エディ・ワインランド（Eddie Wineland、1984年6月26日 - ）は、アメリカ合衆国の男性元総合格闘家。テキサス州ヒューストン出身。デューンランド・バーリトゥード所属。元WEC世界バンタム級王者。

## 来歴
2003年プロデビュー。プロ格闘家となる前は消防士として働いていた。

### WEC
2006年5月5日、WEC初参戦となったWEC 20の初代WEC世界バンタム級王座決定戦でアントニオ・バヌエロスと対戦し、TKO勝ちを収め王座獲得に成功した。
2007年3月24日、WEC 26のWEC世界バンタム級タイトルマッチで挑戦者のチェイス・ビービーと対戦し、判定負けを喫し王座から陥落した。
2010年6月20日、WEC 49でウィル・カンプザーノと対戦し、ボディブローでKO勝ち。ノックアウト・オブ・ザ・ナイトを受賞した。
2010年12月16日、WEC最後の興業となったWEC 53でケン・ストーンと対戦し、スラムで失神させKO勝ち。WECでの戦績を7戦5勝2敗とした。

### UFC
2011年3月19日、UFC初参戦となったUFC 128でユライア・フェイバーと対戦し、判定負けを喫した。8月14日のUFC Live: Hardy vs. Lytleではジョセフ・ベナビデスと対戦し、判定負け。
2012年6月8日、UFC on FX 3でスコット・ヨルゲンセンと対戦し、KO勝ち。ファイト・オブ・ザ・ナイトを受賞した。
2013年9月21日、UFC 165のUFC世界バンタム級タイトルマッチで王者のヘナン・バラオンに挑戦し、2RTKO負けを喫し王座獲得に失敗した。
2015年7月25日、UFC on FOX 16でバンタム級ランキング12位のブライアン・キャラウェイと対戦し、判定負け。
2016年7月23日、UFC on FOX 20でバンタム級ランキング12位のフランキー・サエンズと対戦し、スタンドパンチの連打でTKO勝利。
2016年12月17日、UFC on FOX 22でバンタム級ランキング14位の水垣偉弥と対戦し、パウンドでTKO勝ち。
2017年4月22日、UFC Fight Night: Swanson vs. Lobovでバンタム級ランキング7位のジョン・ドッドソンと対戦し、判定負け。
2018年7月14日、UFC Fight Night: dos Santos vs. Ivanovでバンタム級ランキング13位のアレハンドロ・ペレスと対戦し、判定負け。
2022年6月18日、UFC on ESPN: Kattar vs. Emmettでコーディー・スタマンと対戦し、スタンドパンチ連打で開始59秒のTKO負け。試合後、自身のSNSで引退を発表した。

## 戦績
| 総合格闘技 戦績 | 総合格闘技 戦績 | 総合格闘技 戦績 | 総合格闘技 戦績 | 総合格闘技 戦績 | 総合格闘技 戦績 | 総合格闘技 戦績 |
| --------------- | --------------- | --------------- | --------------- | --------------- | --------------- | --------------- |
| 40 試合         | (T)KO           | 一本            | 判定            | その他          | 引き分け        | 無効試合        |
| 24 勝           | 14              | 5               | 4               | 1               | 1               | 0               |
| 16 敗           | 6               | 4               | 6               | 0               | 1               | 0               |

| 勝敗 | 対戦相手                 | 試合結果                                     | 大会名                                                                | 開催年月日     |
| ×    | コーディー・スタマン     | 1R 0:59 TKO（スタンドパンチ連打）            | UFC on ESPN 37: Kattar vs. Emmett                                     | 2022年6月18日  |
| ×    | ジョン・カスタネーダ     | 1R 4:53 TKO（パウンド）                      | UFC Fight Night: Blaydes vs. Lewis                                    | 2021年2月20日  |
| ×    | ショーン・オマリー       | 1R 1:54 KO（右ストレート）                   | UFC 250: Nunes vs. Spencer                                            | 2020年6月6日   |
| ○    | グリゴリー・ポポフ       | 2R 4:47 TKO（右フック→パウンド）             | UFC 238: Cejudo vs. Moraes                                            | 2019年6月8日   |
| ×    | アレハンドロ・ペレス     | 5分3R終了 判定0-3                            | UFC Fight Night: dos Santos vs. Ivanov                                | 2018年7月14日  |
| ×    | ジョン・ドッドソン       | 5分3R終了 判定0-3                            | UFC Fight Night: Swanson vs. Lobov                                    | 2017年4月22日  |
| ○    | 水垣偉弥                 | 1R 3:04 TKO（右フック→パウンド）             | UFC on FOX 22: VanZant vs. Waterson                                   | 2016年12月17日 |
| ○    | フランキー・サエンズ     | 3R 1:54 TKO（スタンドパンチ連打）            | UFC on FOX 20: Holm vs. Shevchenko                                    | 2016年7月23日  |
| ×    | ブライアン・キャラウェイ | 5分3R終了 判定0-3                            | UFC on FOX 16: Dillashaw vs. Barao 2                                  | 2015年7月25日  |
| ×    | ジョニー・エドゥアルド   | 1R 4:37 KO（右フック→パウンド）              | UFC Fight Night: Brown vs. Silva                                      | 2014年5月11日  |
| ○    | イーブス・ジャボウィン   | 2R 4:16 TKO（パウンド）                      | UFC on FOX 10: Henderson vs. Thomson                                  | 2014年1月25日  |
| ×    | ヘナン・バラオン         | 2R 0:35 TKO（右バックスピンキック→パウンド） | UFC 165: Jones vs. Gustafsson 【UFC世界バンタム級暫定タイトルマッチ】 | 2013年9月21日  |
| ○    | ブラッド・ピケット       | 5分3R終了 判定2-1                            | UFC 155: dos Santos vs. Velasquez 2                                   | 2012年12月29日 |
| ○    | スコット・ヨルゲンセン   | 2R 2:40 KO（右ストレート→パウンド）          | UFC on FX 3: Johnson vs. McCall                                       | 2012年6月8日   |
| ×    | ジョセフ・ベナビデス     | 5分3R終了 判定0-3                            | UFC Live: Hardy vs. Lytle                                             | 2011年8月14日  |
| ×    | ユライア・フェイバー     | 5分3R終了 判定0-3                            | UFC 128: Shogun vs. Jones                                             | 2011年3月19日  |
| ○    | ケン・ストーン           | 1R 2:11 KO（スラム）                         | WEC 53: Henderson vs. Pettis                                          | 2010年12月16日 |
| ○    | ウィル・カンプザーノ     | 2R 4:44 KO（右ボディブロー）                 | WEC 49: Varner vs. Shalorus                                           | 2010年6月20日  |
| ○    | ジョージ・ループ         | 5分3R終了 判定3-0                            | WEC 46: Varner vs. Henderson                                          | 2010年1月10日  |
| ○    | マニー・タピア           | 5分3R終了 判定3-0                            | WEC 43: Cerrone vs. Henderson                                         | 2009年10月10日 |
| ×    | ハニ・ヤヒーラ           | 1R 1:07 チョークスリーパー                   | WEC 40: Torres vs. Mizugaki                                           | 2009年4月5日   |
| ○    | ウエイド・チョーテ       | 1R 2:29 TKO（打撃）                          | C3: Domination                                                        | 2008年11月22日 |
| ○    | ジェイソン・テイバー     | 2R 4:42 TKO（パンチ）                        | Total Fight Challenge 11 【TFCバンタム級タイトルマッチ】              | 2008年2月9日   |
| ×    | チェイス・ビービー       | 5分5R終了 判定0-3                            | WEC 26: Condit vs. Alessio 【WEC世界バンタム級タイトルマッチ】        | 2007年5月24日  |
| ○    | ダン・スウィフト         | 5分2R終了 判定3-0                            | Total Fight Challenge 7                                               | 2007年2月10日  |
| ○    | アントニオ・バヌエロス   | 1R 2:36 KO（ハイキック→パウンド）            | WEC 20: Cinco de Mayhem 【WEC世界バンタム級王座決定戦】               | 2006年5月5日   |
| ○    | クルト・ディーロン       | 2R 2:26 TKO（パンチ）                        | Duneland Classic 3                                                    | 2006年3月25日  |
| ○    | ティム・ノーマン         | 1R 2:40 リアネイキドチョーク                 | Total Fight Challenge 5                                               | 2006年2月18日  |
| ○    | ジャスティン・ハム       | 2R 4:55 TKO                                  | ECF: Beatdown At The Fairgrounds 5                                    | 2006年2月11日  |
| ○    | クリスチャン・ニールソン | -                                            | Courage Fighting Championships 4                                      | 2006年1月7日   |
| ○    | ジョン・ホスマン         | 1R 3:18 リアネイキドチョーク                 | IHC 9: Purgatory                                                      | 2005年11月19日 |
| ○    | スティーブ・ハロック     | 2R 4:40 TKO（パンチ）                        | Total Fight Challenge 4                                               | 2005年9月17日  |
| ○    | チャド・ウォッシュバーン | 2R リアネイキドチョーク                      | Duneland Classic 2                                                    | 2005年8月6日   |
| ×    | ブランドン・カールソン   | TKO（負傷）                                  | XKK: Xtreme Cage Combat                                               | 2004年10月23日 |
| ×    | Jim Bruketta             | 1R リアネイキドチョーク                      | Total Martial Arts Challenge 2                                        | 2004年8月28日  |
| ○    | Tim Panicucci            | 1R 4:56 TKO（パンチ）                        | Freestyle Combat Challenge 14                                         | 2004年3月6日   |
| ○    | オマール・チョードリ     | 2R 2:25 KO（膝蹴り                           | Freestyle Combat Challenge 13                                         | 2004年1月10日  |
| ×    | ストニー・デニス         | 1R 1:53 ヒールホールド                       | HOOKnSHOOT                                                            | 2003年9月13日  |
| ×    | ムスタファ・フセイニ     | 2R 1:21 腕ひしぎ十字固め                     | Extreme Challenge 51                                                  | 2003年8月2日   |
| △    | ムスタファ・フセイニ     | 5分2R終了 判定引き分け                       | Shooto Americas: Midwest Fighting                                     | 2003年5月21日  |
| ○    | ジョエル・クレバリー     | 1R 3:10                                      | Maximum Combat 6                                                      | 2003年4月12日  |

## 獲得タイトル
- 初代WEC世界バンタム級王座（2006年）
- TFCバンタム級王座（2008年）

## 表彰
- ブラジリアン柔術 青帯
- UFC ファイト・オブ・ザ・ナイト（1回）
- WEC ノックアウト・オブ・ザ・ナイト（2回）